# Schönberg (Saxônia)
Schönberg é um município da Alemanha, situado no distrito de Zwickau, no estado da Saxônia. Tem 15,48 km² de área, e sua população em 2019 foi estimada em 899 habitantes.